# 羅倫佐·巴迪瑟拉·提也波洛
羅倫佐·巴迪瑟拉·提也波洛（Lorenzo Baldissera Tiepolo，1736年8月8日—1776年3月2日）是義大利畫家，喬凡尼·巴提斯塔·提也波洛之子。

## 經歷
生於威尼斯，作為其父之助手，跟隨其父和兄長喬凡尼·多美尼科·提也波洛前往符茲堡、馬德里等地，為當地宮殿進行裝飾。

## 脚注
1. ↑  Martineau, Jane; Robison, Andrew; Royal Academy of Arts (Great Britain); National Gallery of Art (U.S.). . Yale University Press. 1994: 509  [5 March 2018]. ISBN 978-0300061864.